# Candice Swanepoel
Pour les articles homonymes, voir Swanepoel.
Candice Swanepoel est un mannequin originaire d'Afrique du Sud, née le 20 octobre 1988 à Mooi River, dans la province de KwaZulu-Natal.

## Biographie
Repérée par un agent dans un marché aux puces de Durban à l'âge de quinze ans, Candice Swanepoel commence ensuite à travailler en tant que mannequin et à gagner de l'argent dès l'âge de seize ans.
Elle a fait la couverture de nombreux magazines Vogue, Elle (Allemagne), et plusieurs fois pour le GQ (Afrique du Sud, Grande-Bretagne, Mexique, Espagne et Chine) ou encore pour le FHM (Afrique du Sud). Elle est également apparue dans des publicités pour Nike, Diesel, Guess, Tommy Hilfiger, Tom Ford, ou encore Versace.
Candice Swanepoel a notamment défilé pour Dolce & Gabbana, Chanel, Viktor & Rolf, Jean Paul Gaultier, Diane von Fürstenberg et d'autres.
Depuis 2007, elle travaille pour Victoria's Secret.
En plus d'apparaître dans des publicités pour la célèbre marque de lingerie, elle est choisie en 2010 pour poser dans le « SWIM catalogue » en compagnie de Lindsay Ellingson, Rosie Huntington-Whiteley, et Erin Heatherton.
En août 2010, elle ouvre le premier magasin Victoria's Secret au Canada, situé dans le centre commercial West Edmonton Mall à Edmonton et devient officiellement un Ange Victoria's Secret.
Candice Swanepoel pose aussi pour le maillot de bain Beach Bunny des Kardashian.

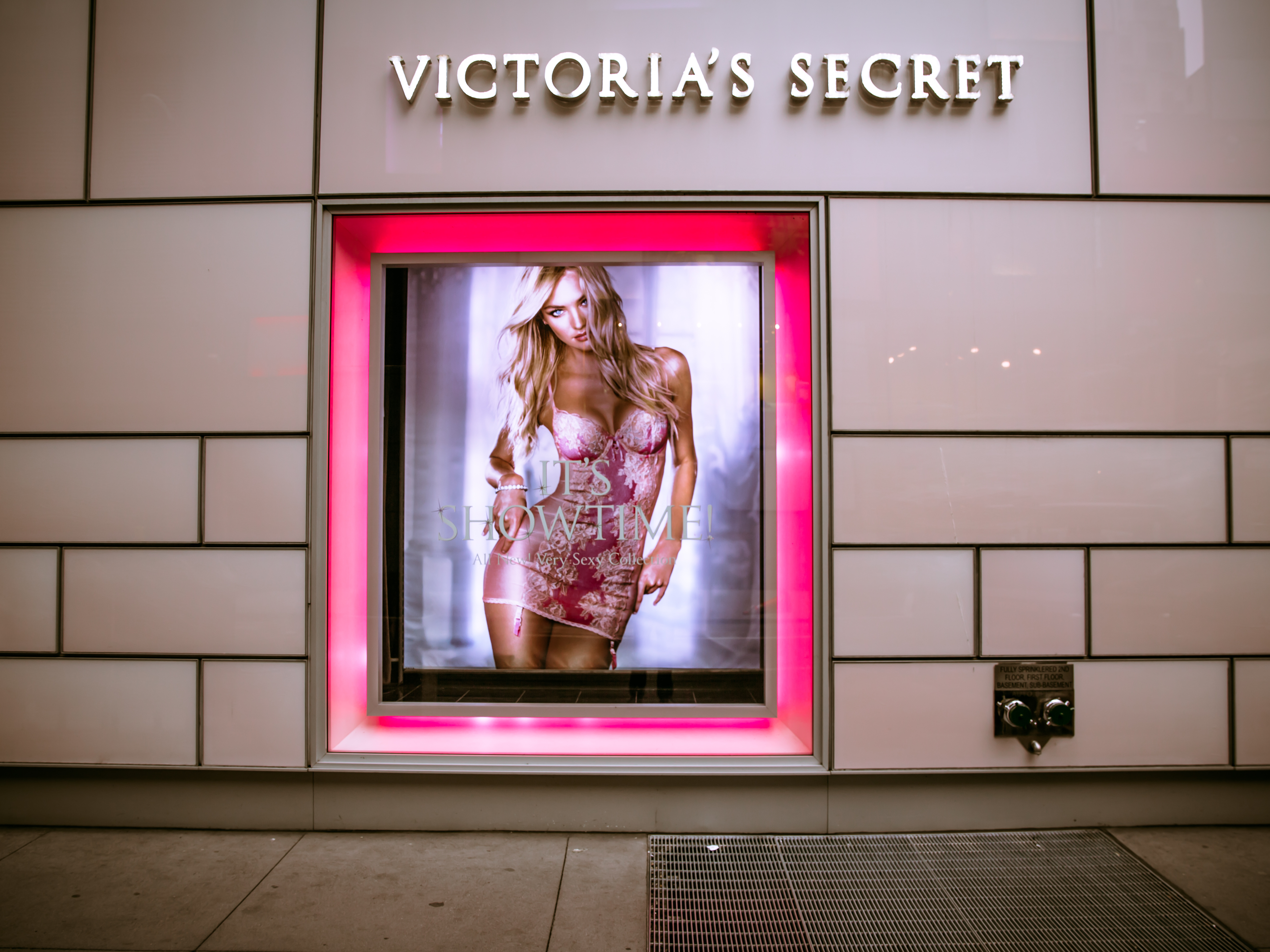
Le magasin de Victoria's Secret à New York.

Toujours en 2010, Candice Swanepoel est classée 61e du top 100 FHM des 100 femmes les plus sexy du Monde.
Elle se place à la dixième place du classement Forbes parmi les mannequins qui gagnent le plus d'argent et dont les revenus sont estimés à 3 millions de dollars au cours des douze derniers mois (2010-2011).
En 2011, elle ouvre le défilé Victoria's Secret.
Selon le magazine Forbes, elle est le dixième mannequin le mieux payé au monde avec un revenu annuel de 2,5 millions d'euros (3,1 millions de dollars US) entre mai 2011 et mai 2012, en partie grâce à son travail pour Victoria's Secret.
En 2013, elle est le neuvième mannequin le mieux payé au monde avec un revenu annuel estimé à 3,3 millions de dollars par le magazine Forbes.
La même année, elle est choisie pour porter le Royal Fantasy Bra de Victoria's Secret, un soutien-gorge orné de rubis, de diamants et de saphirs jaunes d'une valeur de dix millions de dollars lors du défilé Victoria's Secret qu'elle ouvre une nouvelle fois.
En 2015, elle devient ambassadrice pour la marque Biotherm spécialisée dans les soins cosmétiques .
En 2019, elle crée sa propre marque de vêtements et de maillots de bains[source secondaire souhaitée] appelée Tropic of C.

### Vie privée
En couple depuis 2005 avec le mannequin Hermann Nicoli, Candice Swanepoel se fiance en 2015.
Le 5 octobre 2016, elle donne naissance à un garçon.
En décembre 2017, elle annonce être enceinte de son deuxième enfant. Son fils voit le jour le 19 juin 2018.
Fin 2018, Hermann Nicoli et Candice Swanepoel sont séparés.